# HD 221287 b
HD 221287 b는 큰부리새자리 방향으로 지구로부터 약 172.5광년 떨어져 있는 항성 HD 221287 주위를 도는 외계 행성이다. 이 행성의 질량은 적어도 목성의 약 3.12배(지구의 약 992배 이상)이며 모항성으로부터의 약 1.25 천문단위 떨어져 돌고 있다. 1회 공전에 걸리는 시간은 약 1.25년이며 매초 약 29.9 킬로미터 속도로 별을 돈다. 이는 지구의 공전 속도와 거의 비슷한 값이다. 2007년 3월 5일 Dominique Naef 연구진이 칠레 소재 HARPS 분광 사진기를 이용해 발견했다.

## 같이 보기
- HD 100777 b
- HD 190647 b

## 참고 문헌
- (영어) Naef 연구진 (2007). “The HARPS search for southern extra-solar planets IX. Exoplanets orbiting HD 100777 , HD 190647 , and HD 221287” (요약). 《Astronomy and Astrophysics》 470 (2): 721–726. 다음 글자 무시됨: ‘ 10.1051/0004-6361:20077361 ’ (도움말) (웹 인쇄본)